# Liste des cathédrales d'Algérie
 (mars 2023).
Si vous disposez d'ouvrages ou d'articles de référence ou si vous connaissez des sites web de qualité traitant du thème abordé ici, merci de compléter l'article en donnant les références utiles à sa vérifiabilité et en les liant à la section « Notes et références ».
Cet article recense les cathédrales d'Algérie.

## Liste
- Église catholique romaine :
  - Archidiocèse d'Alger :
    - Cathédrale du Sacré-Cœur, Alger
    - Notre-Dame d'Afrique, Alger

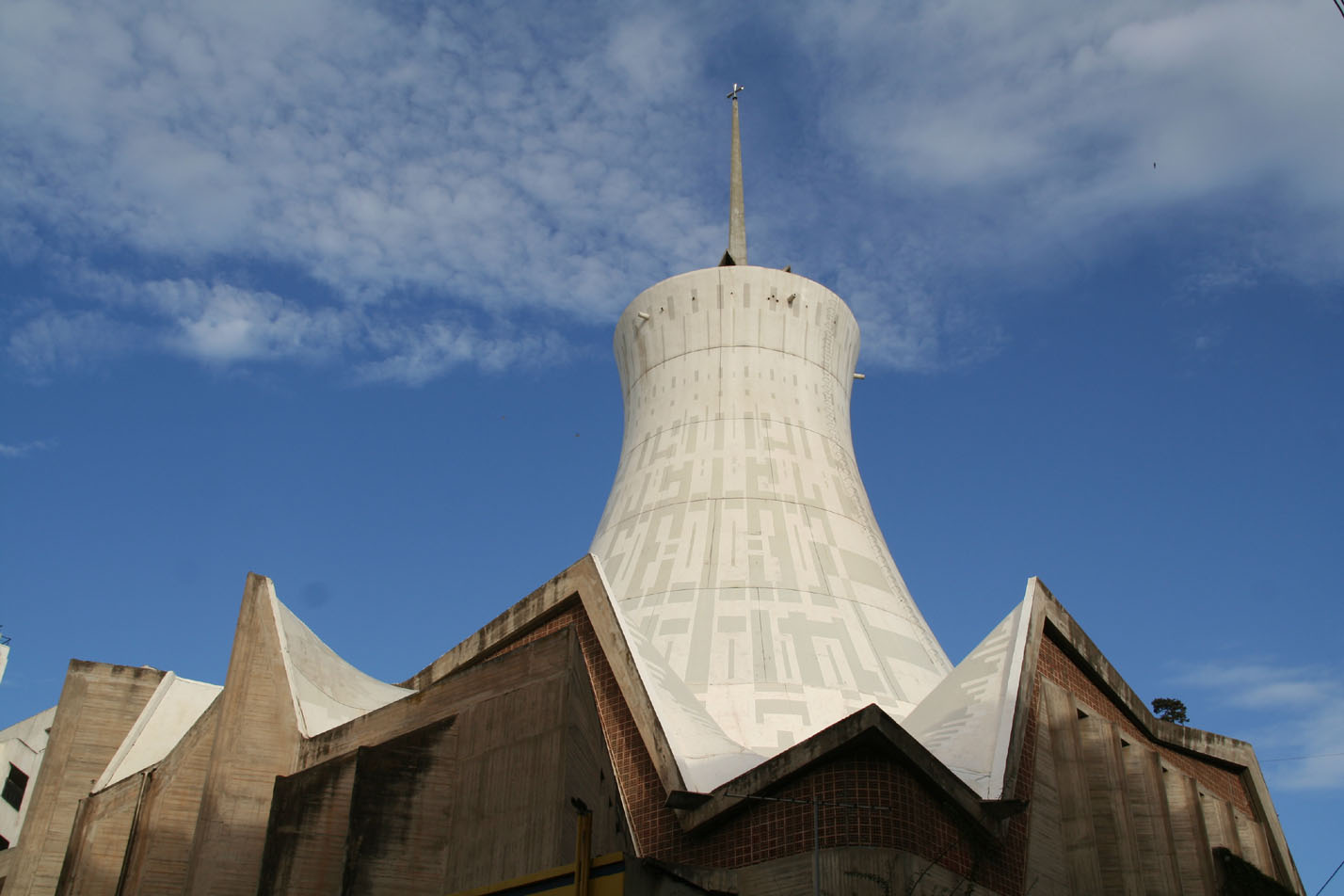
Cathédrale du Sacré-Cœur, Alger.

  - Diocèse de Constantine et Hippone :
    - Cathédrale Notre-Dame-des-Sept-Douleurs, Constantine
    - Basilique Saint-Augustin, Annaba (ancien diocèse d'Hippone)

  - Diocèse de Laghouat :
    - Cathédrale, Ghardaïa
    - Église Saint-Hilarion, Laghouat (actuel musée communal)

  - Diocèse d'Oran :
    - Ancienne Cathédrale du Sacré-Cœur de Jésus, Oran
    - Cathédrale Sainte-Marie (en), Oran.